# Old Moore's Almanack
Old Moore's Almanack este un almanah astrologic care a fost publicat în Marea Britanie începând din 1697.
A fost scris și publicat de Francis Moore, un medic și astrolog autodidact care a slujit la curtea regelui Carol al II-lea.
Prima ediție din 1697 conținea prognoze meteorologice. În 1700 Moore a publicat Vox Stellarum, Vocea stelelor, care conținea observații astrologice; acesta a fost, de asemenea, cunoscut sub numele de Old Moore’s Almanack. El a fost un bestseller în cursul secolelor al XVIII-lea și al XIX-lea, iar până în 1768 s-a vândut într-un număr de 107.000 de exemplare.
Almanahul este încă publicat anual de W. Foulsham &amp; Company Limited, oferind predicții ale evenimentelor sportive interne și internaționale, precum și date mai convenționale precum tabele de prognoză a mareelor. El pretinde că a prezis atacurile teroriste din 11 septembrie 2001.

## Legături externe
- Vox Stellarum; or, Royal Almanach from Archive.org